# Hospic v Bílé Vodě
Hospic, také dům č. p. 60, se nachází v městysu Bílá Voda v okrese Jeseník. Byl součástí komplexu piaristického kláštera s kolejí z 18. století a je kulturní památkou ČR.

## Historie
Piaristický klášter s kostelem Navštívení Panny Marie založil majitel Bílé Vody, olomoucký kanovník a pozdější biskup olomoucký a arcibiskup salcburský Jakub Arnošt, hrabě z Lichtenštejn-Kastelkornu (1690–1747). Jeho rozhodnutí z roku 1717 bylo naplněno až v roce 1724. Stavba komplexu proběhla ve třech etapách. Dne 18. února 1724 přišli první piaristé do Bílé Vody a zahájili výstavbu koleje a semináře. Ještě předtím bylo postaveno pro dělníky, ale také pro poutníky provizorium (dům č. p. 60), které sloužilo až do ukončení první stavební etapy kláštera v roce 1727. Studenti se stěhovali z provizoria 6. listopadu 1927 do nových prostor koleje a už 10. listopadu začala výuka v triveru (gramatika, rétorika a dialektika). Objekt byl nadále využíván jako hospic pro poutníky.
V letech 1786 až 1896 v klášteře působil slezský provincialát Chudých školských sester naší Paní, který byl vyhnán z Vratislavi. Sestry byly nejdříve ubytovány v piaristické koleji, pak koupily budovu hospice (dům č. p. 60) a k němu přistavěly další budovu (č. p. 74) pro sociální a školní účely. V té době (1874) byl hospic zvýšen o patro.  Některé sestry po roce 1896 nevyužily možnost se nevrátil do Vratislavi a dále provozovaly mateřskou, obecnou a hospodyňskou školu a útulek pro přestárlé řeholnice. V roce 1940 byl jeden z domů určen jako útulek pro přistěhovalce a v lednu 1945 pro běžence. Do srpna 1946 byly v péči sester odsunované matky s dětmi. V roce 1948 zde byl umístěn ústav pro mentálně postižené muže.
V září 1950 byly v Československu zrušeny ženské kláštery. Řádové sestry pak byly přemístěny do různých sběrných klášterů a piaristický klášter v Bílé Vodě včetně hospice byl určen pro starší a práce neschopné řádové sestry. Prvních 148 řádových sester přišlo do Bílé Vody 28. září 1950. Najednou zde bylo až 450 řeholnic a postupně se zde vystřídalo na tisíc sester ze čtrnácti řádů a kongregací. Během čtyřiceti let internace byla na hřbitově v Bílé Vodě pochována většina sester, které zde žily.  Poslední z internovaných kongregací, řádové sestry z řádu vincentek, odešly v roce 2005.

## Popis
Jde o nárožní dvoupatrový zděný dům s pětiosovým průčelím. Přízemí a patro dělí pásová římsa, v patře je římsa korunní. Okna v přízemí a v prvním patře jsou ve štukových rámech, v druhém patře v hladkých rámech s parapetní římsou. Asymetricky umístěný portál má štukové profilované ostění a je zakončen stlačeným obloukem. Nad portálem je kartuš s datací 1723 a nad ní výklenek se sochou svatého Floriána. Boční fasáda je tříosá s bosovaným nárožím. Okna v přízemí a patře jsou pravoúhlá ve štukových rámech, v druhém patře zakončená půlkruhovým záklenkem. Boční fasádu ukončuje trojúhelníkový štít a za ním je další, stupňovitý. Střecha budovy je sedlová.

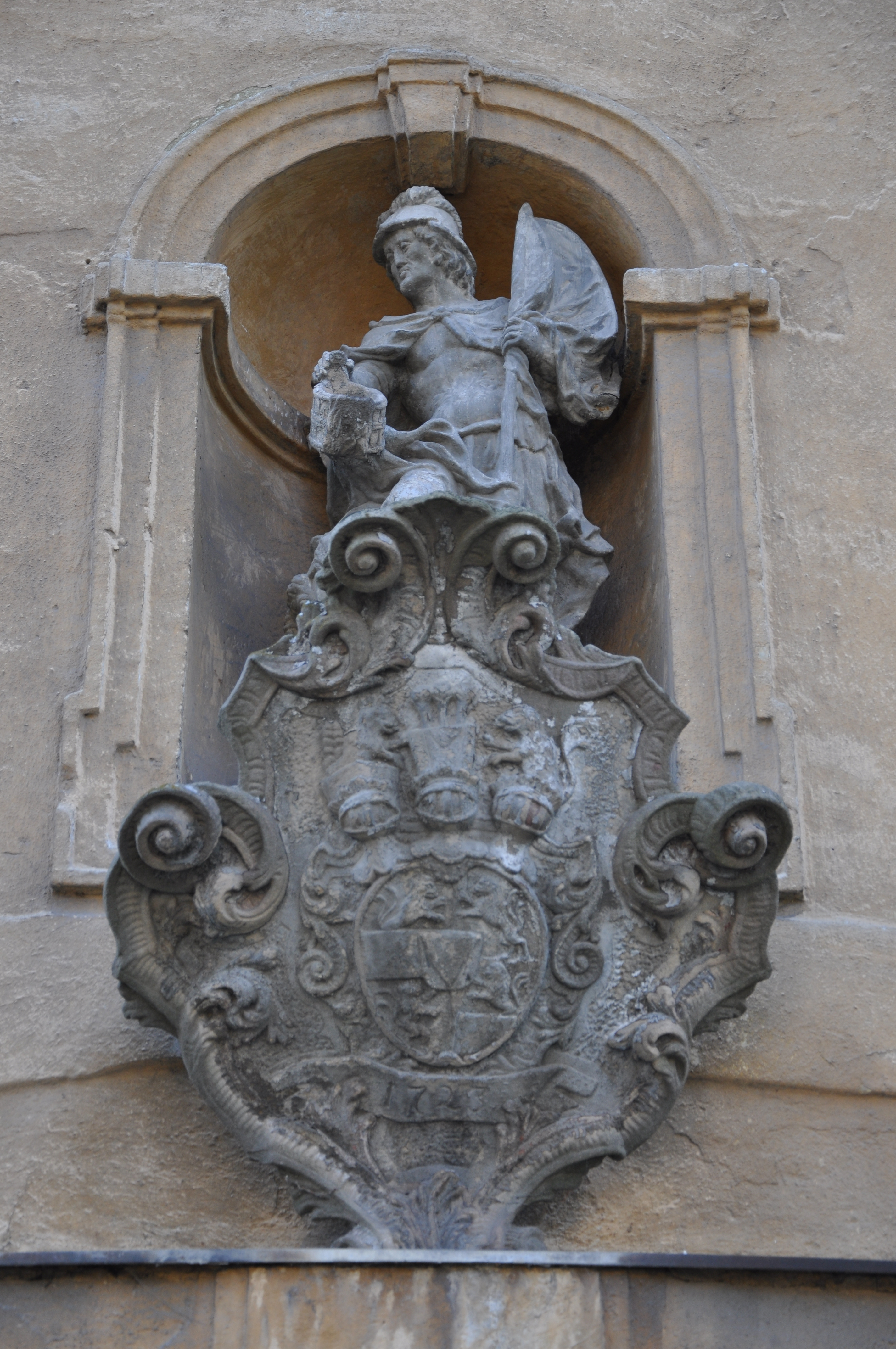
Svatý Florián

Vstupní chodba je zaklenuta třemi křížovými klenbami, místnosti na jedné straně jsou zaklenuty valeně s lunetami, na straně druhé jsou plochostropé. Schodiště do patra je segmentově zaklenuto. Místnosti v patrech mají plochý strop. Za budovou byly ze tří stran hospodářské budovy. V roce 1985 byla do dvora provedena přístavba výtahové šachty. V roce 1981 byly provedeny vnitřní úpravy. Na dům navazuje vlevo dům č. p. 61, vpravo dům č. p. 74.
V nice nad portálem je pískovcová, asi osmdesáticentimetrová plastika svatého Floriána z 18. století. Socha stojí na nízkém podstavci v kontrapostu. Světec je oděn do zřaseného šatu, hlava s přilbicí je pootočena doleva. V pravé ruce drží vědro, v levé praporec.